# Rönnberget
Rönnberget är ett naturreservat i Storumans kommun i Västerbottens län.
Området är naturskyddat sedan 1998 och är 226 hektar stort. Reservatet omfattar i norr  berget Rönnberget och i söder av myrmark. Reservatet består av grandominerad naturskog på sluttningen och myrmark och småsjöar nedanför.